# Seznam kostnických biskupů

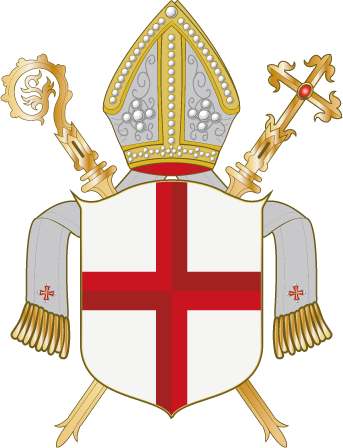
Znak kostnické diecéze, resp. někdejšího knížecího biskupství

Toto je seznam kostnických biskupů. Biskupové kostnické diecéze jsou doloženi od založení biskupství a jejich řada jde až do roku 1817, kdy bylo biskupství zrušeno.

## Biskupové
- Bubulcus (515–534)
- Cromatius (534–552)
- Maximus (552–583)
- Ruodelo (583–589)
- Ursinus (589–606)
- Gaudentius (606–613)
- Johann I. (615–632)
- Martianus (632–642)
- Othardus
- Pictavus
- Severius
- Astropius
- Johann II. (?)
- Boso (642–676)
- Gandolphus (676–681)
- Fidelis (681–689)
- Theobaldus (689–708)
- Audoin (708–736)
- Arnefried (Ernfried) (739–746)
- Sidonius (746–760)
- Johannes (760–782)
- Egino (782–811)
- Wolfleoz (811–838 (839)
- Salomo I. (838/839–871)
- Patecho (871–873)
- Gebhard I. (873–875)
- Salomo II. (875/(876–889)
- Salomo III. (890–919)
- Rothing von Veringen (919–934)
- Sv. Konrád I. (934–975)
- Gaminolf (975–979)
- Sv. Gebhard II. (979–995)
- Lambert (995? – 1018)
- Rudhart (1018–1022)
- Heimo (1022–1026)
- Warmund von Dillingen (1026–1034)
- Eberhard I. von Kyburg-Dillingen (1034–1046)
- Teoderich (1047–1051)
- Rumold von Bonstetten (1051–1069)
- Karlmann (1069–1071)
- Otto I. von Lierheim (1071–1086)
- Bertolf (1080–1084)
- Gebhard III. von Zähringen (1084–1110)
- Arnold von Heiligenberg (1092–1112)
- Ulrich I. von Kyburg-Dillingen (1111–1127)
- Ulrich II. Castell (1127–1138)
- Hermann I. von Arbon (1138–1165)
- Otto II. Kostnický (Habsburk?) (1165–1174)
- Berthold von Bußnang (1174–1183)
- Hermann II. von Friedingen (1183–1189)
- Diethelm von Krenkingen (1189–1206)
- Werner von Staufen (1206–1209)
- Konrad II. von Tegerfelden (1209–1233)
- Heinrich von Tanne (1233–1248)
- Eberhard II. von Waldburg (1248–1274)
- Rudolf I. Habsburg-Laufenburg (1274–1293)
- Friedrich I. Hohenzollern (1293–1293)
- Heinrich II. von Klingenberg (1293–1306)
- Gerhard von Bevar (1307–1318)
- Rudolf II. von Montfort (1322–1334)
- Albrecht von Hohenberg (1334–1335)
- Nikolaus von Frauenfeld (1334–1344)
- Ulrich Pfefferhardt (1345–1351)
- Johann Windlok (1352–1356)
- Albrecht von Hohenberg (1356–1357)
- Ulrich von Friedingen (1356–1357)
- Leopold von Bebenburg (1357)
- Heinrich III. von Brandis (1357–1383)
- Mangold von Brandis (1384–1385)
- Mikuláš z Riesenburka (1384–1387)
- Heinrich von Bayler (1387–1388)
- Burkard I. von Hewen (1387–1398)
- Friedrich II. von Nellenburg (1398)
- Marquard z Randegg (1398–1406)
- Albrecht Blarer (1407–1410)
- Otto III. von Hachberg (1410–1434)
- Friedrich III. Hohenzollern (1434–1436)
- Heinrich IV. von Hewen (1436–1462)
- Burkhard II. von Randegg (1462–1466)
- Hermann III. von Breitenlandenberg (1466–1474)
- Ludwig von Freiberg (1474–1481)
- Otto IV. von Sonnenberg (1474–1491)
- Thomas Berlower (1491–1496)
- Hugo von Hohenlandenberg (1496–1530)
- Johann von Lupfen (1532–1537)
- Johann von Weeze (1537–1548)
- Christoph Metzler (1549–1561)
- Markus Sittikus von Hohenems (1561–1589)
- Ondřej Rakouský (1589–1600)
- Jakob Fugger (1604–1626)
- Sixt Werner von Praßberg und Altensummerau (1626? – 1627)
- Johann von Waldburg (1627–1639)
- Johann Franz I. von Praßberg und Altensummerau (1645–1689)
- Marquard Rudolf von Rodt (1689–1704)
- Johann Franz II. (1704–1740)
- Damián Hugo Filip ze Schönbornu (1740–1743)
- Kasimir Anton von Sickingen (1743–1750)
- Franz Konrad von Rodt (1750–1775)
- Maximilian Christof von Rodt (1775–1799)
- Karl Theodor von Dalberg (1799–1817)
- (Ignaz Heinrich von Wessenberg) byl v roce 1817 zvolen za kapitulního vikáře a administrátora diecéze, papež Pius VII. však volbu neuznal a v roce 1821 bylo biskupství zrušeno.

Oblasti bývalého kostnického biskupství dnes patří k různým biskupstvím, a proto lze po roce 1821 sledovat následující seznamy biskupů:
- Seznam freiburských biskupů a arcibiskupů
- Seznam rottenbursko-stuttgartských biskupů
- Seznam basilejských biskupů
- Seznam churských biskupů
- Seznam sanktgallenských biskupů